# Station Orlanka
Station Orlanka is een spoorwegstation in de Poolse plaats Orlanka.